# Oggetti non stellari nella costellazione delle Vele
Principali oggetti non stellari presenti nella costellazione delle Vele.

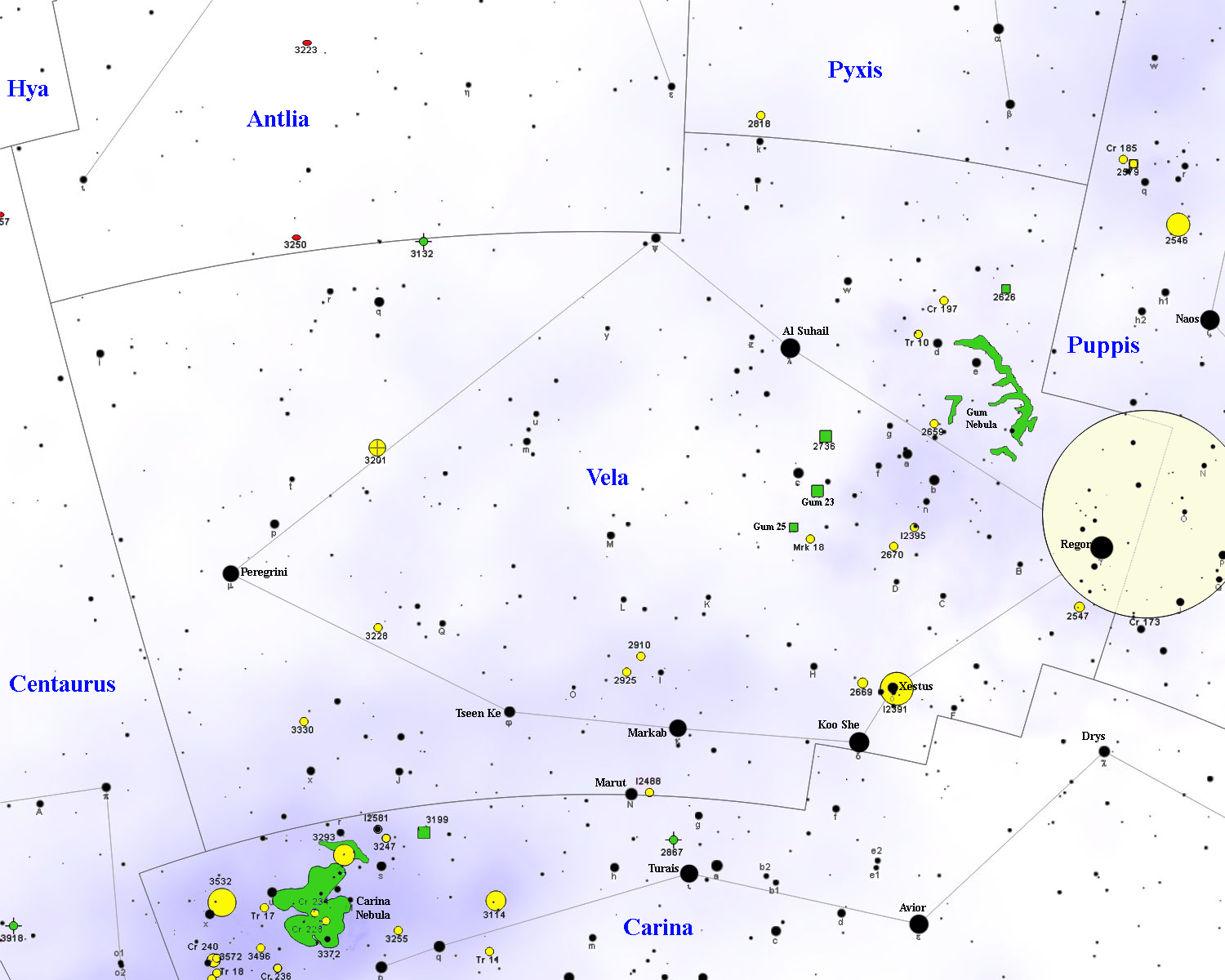
Mappa della costellazione delle Vele.

## Ammassi aperti
- Cr 173
- IC 2391
- IC 2395
- IC 2488
- NGC 2547
- NGC 2659
- NGC 2669
- NGC 2670
- NGC 2910
- NGC 3228
- NGC 3330
- Tr 10

## Ammassi globulari
- NGC 3201

## Nebulose planetarie
- NGC 3132

## Nebulose diffuse
- Gum 14
- Gum 15
- Gum 17
- Gum 18
- Gum 19
- Gum 20
- Gum 23
- Gum 24
- Gum 25
- Gum 26
- Nebulosa delle Vele
- Nebulosa di Gum
- NGC 2626
- NGC 2736
- RCW 41
- RCW 45
- Regioni di formazione stellare delle Vele
- vdBH 25
- vdBH 27
- vdBH 28
- Vela Molecular Ridge

## Oggetti di Herbig-Haro
- HH 47
- HH 132

## Galassie
- NGC 3366

## Ammassi di galassie
- Laniakea (superammasso di superammassi)
- Superammasso della Vela